# Mi Esposo, el Presidente Árbenz
Mi esposo, el presidente Árbenz, es una autobiografía escrita por la ex primera dama de Guatemala, y esposa de Jacobo Árbenz (1913-1971), María Cristina Vilanova Castro de Árbenz (1915-2009).

## Descripción

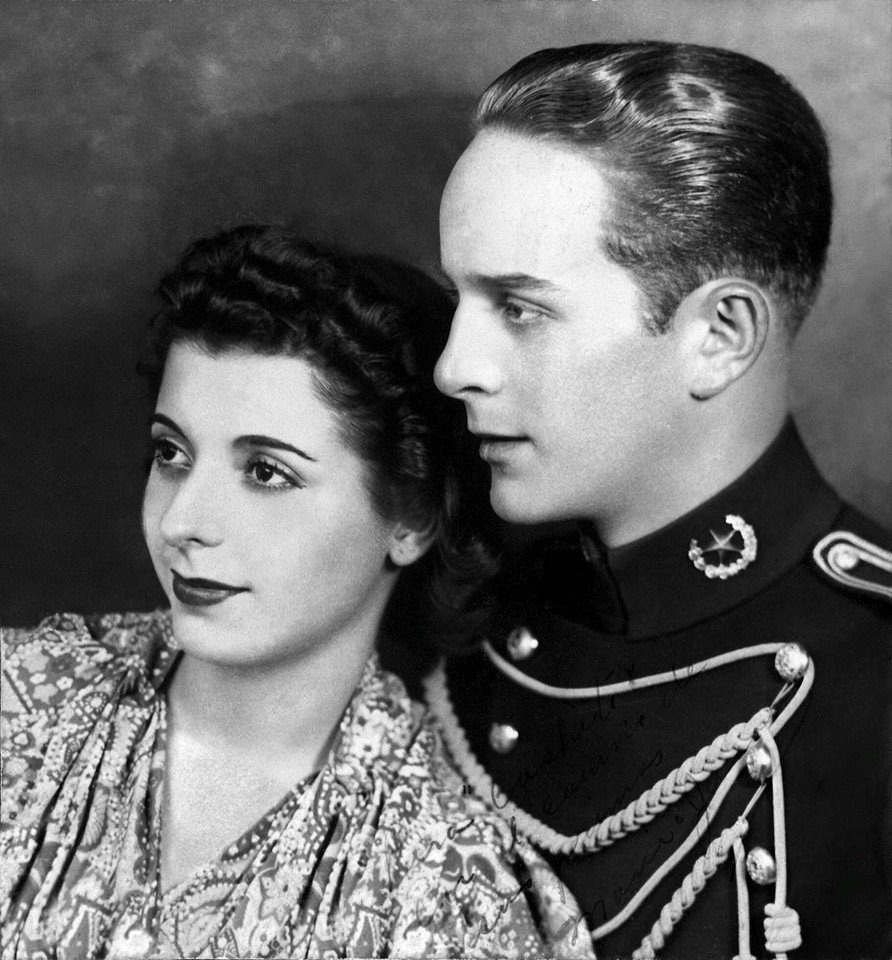
Arbenz-Vilanova

Cuenta la historia de la infancia y juventud de María Vilanova, entre 1915 y 1935, hasta su casamiento con Jacobo Árbenz, la caída de la Revolución y el exilio, que finaliza con la muerte de Jacobo Árbenz en México.
| Vilanova describe así su noviazgo con el militar guatemalteco: A veces yo le preguntaba «¿Te gusta Beethoven?» Se producía un silencio. Después contestaba, muy serio: «Nunca lo he escuchado». Yo le preguntaba: «¿Te gustó este libro?» Otro silencio. Y después contestaba muy serio: «Nunca lo he leído», y yo me desesperaba y me preguntaba: «¿Por qué me estoy enamorando de este hombre tan diferente a mí, con el que tengo tan pocas cosas en común?» Pero una vez le pregunté: «¿Qué te gustaría hacer en tu vida?» Y él contestó, muy serio: «Ser un reformador», y entonces pensé «Sí, tenemos algo muy importante en común». «¿A quién se le puede ocurrir ver que una pareja aparentemente enamorados esté enfocando su relación con temas científicos e históricos?». —María Vilanova Mi esposo, el presidente Árbenz |